# Jorge Aulicino
Jorge Ricardo Aulicino (Buenos Aires, 11 de agosto de 1949-Buenos Aires, 21 de julio de 2025) fue un poeta, traductor y periodista argentino. 
Se formó en el taller literario Mario Jorge De Lellis junto con poetas y narradores como Daniel Freidemberg, Marcelo Cohen, Irene Gruss, Rubén Reches, Alicia Genovese, Leonor García Hernando, Lucina Álvarez y Jorge Asís. En 2017 fue premiado con un Diploma al Mérito Konex al periodismo literario y en 2024 otro en la categoría traducción.

## Trayectoria
Trabajó en el periodismo político de izquierda en los años de 1970. Se desempeñó en agencias de noticias y en los diarios "La calle" y "La tarde" como cronista gremial, de noticias generales y de policiales, entre 1974 y 1976. Por otro lado, fue director de la revista política "Generación 83" y editor político del semanario "El Ciudadano". 
Trabajó como redactor jefe de las revistas "Conozca Más" y "Misterios" y olaboró en las revistas literarias "18 Whiskys", "Hablar de Poesía" y "León en el Bidet". Además, formó parte de la dirección y fue columnista de "Diario de poesía", influyente publicación en el ámbito poético de la década de 1980.

### En Clarín
Ingresó en el diario Clarín a comienzos de la década de 1980 y se desempeñó allí hasta fines de esa década. Reingresó al diario a mediados de la década de 1990 y fue editor de las páginas de cultura, arte y ciencia y editor jefe de Espectáculos. Se desempeñó como subdirector y columnista de la Revista Ñ, suplemento cultural del mismo diario hasta 2012.

## Académicas
Dio talleres de periodismo en la Universidad de Buenos Aires y en la Universidad del Centro de la provincia de Buenos Aires.
Tradujo numerosos poemas de autores italianos, norteamericanos e ingleses.
Seleccionó y tradujo rimas de Guido Cavalcanti y poemas de John Keats para la editorial Selecciones de Amadeo Mandarino. Publicó en 2011 una traducción del Infierno, de Dante Alighieri. En 2015 publicó la traducción de los tres libros de Divina Comedia. En 2016 publicó una selección de traducciones de los poemas de Pier Paolo Pasolini.
Colaboró en la versión digital de "Periódico de poesía" de la Universidad Nacional Autónoma de México. 

## Poesía
Poemas suyos fueron incluidos en antologías en América Latina y España y traducidos al italiano y el inglés. 
Creó el blog de poesía en castellano y poesía traducida "Otra Iglesia es Imposible".
Fue uno de los animadores del primer Festival Internacional de Literatura de Buenos Aires, realizado en noviembre de 2008. 
Recibió los Premios a la Trayectoria de la Biblioteca Nacional en 2014 y Nacional de Poesía en 2015.

## Obra
- "Vuelo bajo" (1974);
- "Poeta antiguo" (1980);
- "La caída de los cuerpos" (1983);
- "Paisaje con autor (1988);
- "Hombres en un restaurante" (1994);
- "Almas en movimiento" (1995);
- "La línea del coyote" (1999);
- "La poesía era un bello país. Antología 1974-1999" (2000);
- "Las Vegas" (2000);
- "La luz checoslovaca" y "La nada" (2003);
- "Hostias" (2004);
- "Máquina de faro" (2006);
- "Cierta dureza en la sintaxis" (2008);
- "Estación Finlandia. Poesía reunida 1974-2011" (2012);
- "Libro del engaño y del desengaño" (2011);
- "El camino imperial. Escolios" (2012);
- "El Cairo" (2015);
- "Corredores en el parque" (2016);
- "Mar de Chukotka" (2018);
- "El río y otros poemas" (2019)